# Episodi di The Office (settima stagione)
La settima stagione della serie televisiva The Office, composta da 27 episodi, è andata in onda negli Stati Uniti sul canale NBC dal 23 settembre 2010 al 19 maggio 2011.
In Italia la stagione è stata pubblicata da Prime Video nel 2018.
| nº | Titolo originale                    | Titolo italiano                           | Prima TV USA      | Prima TV Italia |
| -- | ----------------------------------- | ----------------------------------------- | ----------------- | --------------- |
| 1  | Nepotism                            | Nepotismo                                 | 23 settembre 2010 | febbraio 2018   |
| 2  | Counseling                          | Consulenza psicologica                    | 30 settembre 2010 | febbraio 2018   |
| 3  | Andy's Play                         | Lo spettacolo di Andy                     | 7 ottobre 2010    | febbraio 2018   |
| 4  | Sex Ed                              | Educazione sessuale                       | 14 ottobre 2010   | febbraio 2018   |
| 5  | The Sting                           | La stangata                               | 21 ottobre 2010   | febbraio 2018   |
| 6  | Costume Contest                     | La gara di costumi                        | 28 ottobre 2010   | febbraio 2018   |
| 7  | Christening                         | Il battesimo                              | 4 novembre 2010   | febbraio 2018   |
| 8  | Viewing Party                       | Glee party                                | 11 novembre 2010  | febbraio 2018   |
| 9  | WUPHF.com                           | WUPHF.com                                 | 18 novembre 2010  | febbraio 2018   |
| 10 | China                               | Cina                                      | 2 dicembre 2010   | febbraio 2018   |
| 11 | Classy Christmas (part 1 e 2)       | Natale di classe: Parte 1 e 2             | 9 dicembre 2010   | febbraio 2018   |
| 12 | Classy Christmas (part 1 e 2)       | Natale di classe: Parte 1 e 2             | 9 dicembre 2010   | febbraio 2018   |
| 13 | Ultimatum                           | Ultimatum                                 | 20 gennaio 2011   | febbraio 2018   |
| 14 | The Seminar                         | Il seminario                              | 27 gennaio 2011   | febbraio 2018   |
| 15 | The Search                          | La ricerca                                | 3 febbraio 2011   | febbraio 2018   |
| 16 | PDA                                 | Effusioni in pubblico                     | 10 febbraio 2011  | febbraio 2018   |
| 17 | Threat Level Midnight               | Livello di rischio mezzanotte             | 17 febbraio 2011  | febbraio 2018   |
| 18 | Todd Packer                         | Todd Packer                               | 24 febbraio 2011  | febbraio 2018   |
| 19 | Garage Sale                         | Il mercatino dell'usato                   | 24 marzo 2011     | febbraio 2018   |
| 20 | Training Day                        | Giorno di training                        | 14 aprile 2011    | febbraio 2018   |
| 21 | Michael's Last Dundies              | Gli ultimi Dundie di Michael              | 21 aprile 2011    | febbraio 2018   |
| 22 | Goodbye, Michael (part 1 e 2)       | Addio Michael                             | 28 aprile 2011    | febbraio 2018   |
| 23 | Goodbye, Michael (part 1 e 2)       | Addio Michael                             | 28 aprile 2011    | febbraio 2018   |
| 24 | The Inner Circle                    | Il circolo esclusivo                      | 5 maggio 2011     | febbraio 2018   |
| 25 | Dwight K. Schrute, (Acting) Manager | Dwight K. Schrute, Direttore (ad interim) | 12 maggio 2011    | febbraio 2018   |
| 26 | Search Committee (part 1 e 2)       | Il comitato di ricerca: Parte 1 e 2       | 19 maggio 2011    | febbraio 2018   |
| 27 | Search Committee (part 1 e 2)       | Il comitato di ricerca: Parte 1 e 2       | 19 maggio 2011    | febbraio 2018   |

## Nepotismo
- Titolo originale: Nepotism
- Diretto da: Jeffrey Blitz
- Scritto da: Daniel Chun

### Trama
Con la conclusione dell'estate, anche il documentario riprende, e in ufficio diversi sono i cambiamenti: Erin, chiusa la storia con Andy, ha cominciato a frequentare con un certo impegno Gabe, mentre Dwight è diventato il proprietario dello Scranton Business Park. A ciò si aggiunge l'assunzione di Luke come assistente d'ufficio: il ragazzo, tuttavia, si dimostra continuamente assai negligente, e ben presto si scopre che egli è il nipote di Michael, che lo ha assunto con il solo scopo di riavvicinarsi alla propria sorella, ovvero la madre di Luke. Questo atto di nepotismo mette in allerta la Bennet, che invita Michael a risolvere la questione: dopo averlo cacciato da un incontro per il suo comportamento, il manager comincia così a rimproverarlo sculacciandolo, e causandone la fuga dall'ufficio. Gabe deve così punire Michael con sei ore di counseling, da tenersi con Toby.
Intanto, Pam si sente in colpa per aver mandato in fumo uno scherzo di Jim a Dwight. Per farsi perdonare dal marito, la donna organizza con Kevin una manomissione dell'impianto dell'ascensore, che finisce tuttavia per incepparsi mentre Pam e Dwight sono al suo interno.
- Altri interpreti: Evan Peters (Luke)

## Consulenza psicologica
- Titolo originale: Counseling
- Diretto da: Jeffrey Blitz
- Scritto da: B. J. Novak

### Trama
Michael deve iniziare le sue sei ore di counseling con Toby, che si dimostra tutt'altro che arrendevole di fronte alla pessima attitudine del manager. Dopo alcuni tentativi, Toby riesce a coinvolgere Michael in un gioco a carte, durante il quale il manager confessa, tramite il racconto di un episodio della sua infanzia, la sua mania di approvazione: accortosi del raggiro di Toby, Michael lo insulta, esasperandolo al punto da farsi dare il modulo da compilare alla conclusione del counseling. Inavvertitamente, Michael indica nel modulo di avere tendenze depressive e suicide, e Gabe, letto il modulo, chiede a Toby di ricominciare il counseling. Michael, confrontandosi con Toby, comincia così a prendersela con Gabe, e le telecamere riprendono con sorpresa i due intenti a ridere e scherzare.
Intanto, Pam si rende sempre più conto di non essere portata per il ruolo di salesman, e comincia a fingersi amministratrice d'ufficio, convincendo della cosa i suoi dipendenti prima e Gabe poi. La donna richiede così gli stipendi arretrati, e Gabe comincia ad accorgersi di un possibile inganno da parte della donna, che tuttavia riesce a convincere anche quest'ultimo e a diventare di fatto amministratrice d'ufficio.
Dwight, invece, comincia a sabotare i contratti degli altri salesman con gli imprenditori dello Steamtown Mall di Scranton, dopo che un negozio si è rifiutato di servirlo. Jim e Andy decidono così di camuffare Dwight di modo da consentire all'uomo di vendicarsi, per poi scoprire che il negozio non lo aveva servito a causa del suo aspetto terrorizzante.

## Lo spettacolo di Andy
- Titolo originale: Andy's Play
- Diretto da: John Stuart Scott
- Scritto da: Charlie Grandy

### Trama
Andy decide di invitare l'intero ufficio alla messa in scena di Sweeney Todd, al quale spettacolo egli stesso prenderà parte. I colleghi sono riluttanti a presenziare, ma infine danno la loro disponibilità. La serata tuttavia non si svolge serenamente: Michael, che era stato cestinato alle audizioni per il ruolo da protagonista, scopre che l'attore selezionato non ha alcuna esperienza, e cerca di sabotare il suo spettacolo, facendo rumore e lanciando cori di dissenso al termine della rappresentazione; Andy, invece, scopre con dispiacere che Erin non si è presentata, in quanto impegnatasi nel badare a Cecelia: le due fanno infine la loro comparsa, ed Erin trascorre del tempo con Andy; Dwight, invece, è riluttante a trascorrere la serata con Angela, che finisce per sedurlo.
A fine spettacolo, Dwight tenta l'approccio con Angela, che tuttavia lo rifiuta, dando l'impressione di volerlo conquistare sentimentalmente oltre che fisicamente. Jim e Pam possono riabbracciare Cecelia, mentre un Andy sconsolato poiché conscio della relazione tra Erin e Gabe viene rimesso di buonumore dai suoi colleghi, che si congratulano per la sua ottima performance.

## Educazione sessuale
- Titolo originale: Sex Ed
- Diretto da: Paul Lieberstein
- Scritto da: Paul Lieberstein

### Trama
Dopo aver scoperto di aver contratto l'herpes, Michael comincia a contattare tutte le sue passate compagne, per informarle della cosa e scoprire da chi possa aver contratto la malattia. Dopo una breve telefonata a Donna, l'uomo entra in contatto con Holly, ma nella loro vaga conversazione il tema non viene toccato. Quindi ricompare Jan, la quale, a colloquio con Michael, esplicita i difetti comportamentali che l'uomo ha dimostrato durante la loro relazione, ed egli la lascia in malo modo; la stessa cosa si verifica con Carol, che critica il carattere emotivamente precipitoso del manager, e Helene. Infine, Michael contatta nuovamente Holly: alla segreteria telefonica egli riferisce di non sopportare la triste fine della loro relazione, confessando di averla ancora nei propri pensieri e di essere insoddisfatto di come i due non affrontino mai la cosa apertamente.
In ufficio i dipendenti non parlano altro che di malattie sessualmente trasmissibili, e Andy ne approfitta per tentare di scoprire se Erin sia già stata a letto con Gabe. La situazione degenera, e Andy finisce a colloquio privato con Gabe, che ammette di sapere tutto quanto. Gabe avverte infine Andy di lasciarsi alle spalle Erin.

## La stangata
- Titolo originale: The Sting
- Diretto da: Randall Einhorn
- Scritto da: Mindy Kaling

### Trama
Sul punto di concludere un affare con un nuovo cliente, Jim e Dwight si imbattono in Danny Cordray, salesman per la piccola Osprey, da sempre noto come uno dei migliori nel suo campo. Nonostante l'intervento di Michael, Danny riesce a soffiare il cliente a Jim e Dwight, così i tre decidono di organizzare un piano per scoprire le tattiche del loro rivale: essi pianificano un incontro tra Danny e Meredith, che si presenta come CEO della fittizia Solartech, ma le cose cominciano a precipitare quando Meredith comincia a flirtare con Danny. Michael è così costretto a svelare l'inganno, mandando su tutte le furie Danny, al quale il manager fa infine una proposta di assunzione come traveling salesman, che Danny decide a sorpresa di accettare. All'annuncio in ufficio, gli addetti alle vendite colgono la notizia con disappunto: essi temono infatti che Danny finisca per sottrarre loro molti clienti a causa del suo carisma, e Jim prova gelosia in quanto Danny e Pam, quattro anni prima, sono usciti assieme. Ciononostante, l'ufficio accetta l'arrivo di Danny: Michael, tuttavia, si ricorda che l'incarico assegnato a Danny è ancora occupato da Todd Packer.
Intanto, Andy convince Darryl a formare, assieme con Kevin, un trio musicale: Darryl, tuttavia, esprime il proprio scetticismo di fronte alle idee artistiche di Andy. Quest'ultimo, non dandogli retta, finisce per ricevere deludenti responsi dai propri colleghi riguardo alla propria musica, ma ritrova il buonumore nel notare come il talento di Darryl riesca a dare una marcia in più al gruppo.
- Altri interpreti: Timothy Olyphant (Danny Cordray)

## La gara di costumi
- Titolo originale: Costume Contest
- Diretto da: Dean Holland
- Scritto da: Justin Spitzer

### Trama
L'ufficio sta festeggiando Halloween, e per l'occasione Gabe ha indetto una gara al più bel travestimento, mettendo in palio a nome della Sabre un buono acquisto per dei libri. I vari dipendenti sono colti dall'euforia, eccetto Jim, da sempre riluttante all'idea di indossare costumi, e Oscar, che cerca di far comprendere ai colleghi quale sia il reale valore del premio. Intanto, Gabe annuncia che la compagnia ha dato il via libera a una nuova politica: consentire a chi consegna i prodotti di suggerire l'acquisto di ulteriori prodotti. Michael realizza che tale idea apparteneva a Darryl (ed era stata pure cestinata dallo stesso manager), ma quest'ultimo dichiara di aver ceduto i diritti di tale pensata a Gabe, e quindi alla compagnia. Michael è tuttavia arrabbiato per l'atteggiamento di Darryl, e dopo un prolungato litigio, il dipendente dichiara che Gabe, a differenza di Michael, ha ascoltato le parole di Darryl, dandogli credito morale.
Intanto, in ufficio si sparge a macchia d'olio la voce sul trascorso passato tra Pam e Danny, ma Pam e Jim diventano sempre più curiosi di sapere per quale motivo Danny non si sia fatto più sentire a suo tempo con la donna. Inizialmente, l'uomo mente, dicendo che Pam parlava solo di Jim all'epoca, ma infine confessa di aver trovato Pam goffa.

## Il battesimo
- Titolo originale: Christening
- Diretto da: Alex Hardcastle
- Scritto da: Peter Ocko

### Trama
È il giorno del battesimo di Cecelia, e alla cerimonia prendono parte anche i colleghi di Jim e Pam, compreso Michael. La coppia deve tuttavia far fronte con le stramberie di questi ultimi: Michael si offende per non essere stato scelto come padrino della neonata; Angela mostra un malsano e sospettoso interesse per la piccola; Toby non riesce a entrare in chiesa, sostenendo di essere intimorito dalla figura di Dio. Quindi, durante la cerimonia Jim è costretto a vestire Cecelia con una tuta, non avendo un ricambio per lei; in seguito, durante il pranzo con gli invitati, la nonna Sylvia perde di vista la piccola, mandando in panico il giovane padre.
Intanto, Michael sprofonda nel malumore notando i modi sgarbati e poco cordiali dei proprio impiegati, confrontandoli con i simpatici amici di Pam. Esasperato, l'uomo decide di unirsi a un gruppo di volontari della chiesa, in partenza per il Messico: a lui si aggiunge Andy, in un disperato tentativo di far colpo su Erin. In autobus, tuttavia, i due realizzano ben presto di aver compiuto un gesto inconsulto, e costringono l'autista a fermarsi per scendere e farsi riportare a Scranton da Erin.
- Altri interpreti: Peggy Stewart (Sylvia)

## Glee party
- Titolo originale: Viewing Party
- Diretto da: Ken Whittingham
- Scritto da: Jon Vitti

### Trama
Erin e Gabe invitano l'intero ufficio nell'appartamento di quest'ultimo, per guardare insieme una nuova puntata di Glee. Michael arriva nel totale malumore, avendo egli scoperto che diversi suoi impiegati considerano Gabe il loro vero capo: il manager tenta così di sabotare la festa, addirittura confinandosi nella stanza da letto di Gabe. Qui, a consolarlo arriva prima Pam, impegnata però con una Cecelia dal ritmo sonno-veglia scombinato, quindi Dwight, che a sorpresa si dimostra abilissimo nel fare da balia alla piccola: questo accade sotto gli occhi di Angela, che gli chiede di avere un rapporto, che Dwight inizialmente accetta, per poi rifiutare su convinzione di Pam.
La serata comincia a degenerare: in salotto, Jim scombina la visione di Glee, mentre Andy assume in dosi massicce una strana sostanza trovata in casa, che, a detta di Ryan, ha un potente effetto sulla virilità degli uomini, il tutto per sedurre Erin. Andy, tuttavia, accusa il colpo, e dopo una passeggera euforia l'uomo comincia ad avere dei conati di vomito, fino a stare male. Michael, invece, colto dalla frustrazione stacca la corrente elettrica: scoperto da Erin, le telecamere mostrano come la segretaria abbia sviluppato una concezione a tratti paterna del proprio superiore, che decide di assecondarla comportandosi come se fosse il suo padre. In conclusione della serata, Michael minaccerà di morte Gabe, qualora quest'ultimo spezzi il cuore di Erin, in perfetto stile paterno.

## WUPHF.com
- Titolo originale: WUPHF.com
- Diretto da: Danny Leiner
- Scritto da: Aaron Shure

### Trama
Ryan, che ha da poco avviato il proprio business (un social network denominato Wuphf), nel quale hanno investito anche Michael, Pam, Darryl, Andy e Stanley, riceve un'offerta di acquisto da parte della Washington University, che però il ragazzo intende ignorare, convinto della possibilità di alzare il valore del proprio brand. Rifiutare l'offerta potrebbe però essere un grande errore, in quanto l'acquirente è esclusivamente interessato al dominio web del business, che invece non ha il minimo successo: per convincere Michael a non dare corda a Ryan, Pam gli spiega che il dipendente non lo ha mai considerato un suo mentore, e che sta invece sfruttando la considerazione benevola che Michael ha di lui per fare i propri interessi. Così, Michael, disilluso, dà un ultimatum a Ryan, che decide infine di vendere il proprio marchio.
Nel frattempo, Dwight, in quanto proprietario dello Scranton Business Park, allestisce un festival per bambini, ricreando una tipica celebrazione che suo zio soleva organizzare, ma che Dwight non era mai riuscito a vincere: la manifestazione si conclude con la vittoria arbitraria di Dwight, mentre Angela fa la conoscenza del deputato Robert Lipton. Jim, intanto, è frustrato per il cambio di politica aziendale della Sabre, che ha fissato un tetto massimo di commissioni annuali per gli addetti alle vendite: l'uomo decide così di atteggiarsi in modo negligente, per indispettire Gabe.
- Altri interpreti: Jack Coleman (Robert Lipton)

## Cina
- Titolo originale: China
- Diretto da: Charles McDougall
- Scritto da: Halsted Sullivan e Warren Lieberstein

### Trama
Michael arriva in ufficio adirato, in quanto ha appena scoperto che la Cina rappresenta per gli Stati Uniti una minaccia economica: l'uomo comincia così un sermone politico, interrotto però da Oscar, che tenta di correggerlo come di sua abitudine. Scoperto tuttavia che Michael aveva ragione, l'ufficio comincia a deridere Oscar, al punto che il contabile decide di allestire con Michael un confronto politico diretto, sotto gli occhi dei colleghi: Michael, pur messo alle strette dalla superiore coscienza politica di Oscar, vira la conversazione sul patriottismo americano, ottenendo il plauso dei dipendenti, a scapito di Oscar e Jim, che rimangono invece attoniti.
Nel frattempo, Pam, nelle veci di amministratrice d'ufficio, protesta contro Dwight per la sua cattiva e malsana gestione del luogo di lavoro: il collega, tuttavia, non le dà peso, pertanto la donna arriva a minacciare il trasferimento dello staff in un altro edificio, fingendo di averne trovato uno più adatto. La messinscena viene però facilmente smontata da Dwight, e Pam, sfogandosi con Jim, confessa di sentire di star fallendo anche questo percorso, dopo i pessimi risultati come aspirante artista e venditrice. Motivata dal marito, la donna ottiene dall'assistente di Dwight, Nate il manuale di regolamento dello Scranton Business Park: qui la donna trova un cavillo legale che le consente di rimettere in riga Dwight. Alle telecamere, tuttavia, quest'ultimo rivelerà di aver consegnato lui il manuale a Nate perché lo consegnasse a Pam, dopo aver udito il suo sfogo con Jim.
- Altri interpreti: Mark Proksch (Nate)

## Natale di classe
- Titolo originale: Classy Christmas (part 1 & 2)
- Diretto da: Rainn Wilson
- Scritto da: Mindy Kaling

### Trama
In periodo natalizio, l'ufficio si prepara ad accogliere nuovamente Holly, dato che Toby dovrà seguire il processo dell'omicida strangolatore di Scranton, in concomitanza con la celebrazione dell'annuale festa natalizia. Michael, entusiasta del ritorno di una Holly che dimostra ancora affetto per l'ex compagno, deve ben presto fare i conti con la realtà: Holly e A.J. convivono, e la donna pare aver dimenticato il manager definitivamente. Colto dalla frustrazione, Michael versa del caffè bollente sul pupazzo dello sceriffo Woody regalato a Holly dal suo compagno. Intanto, Dwight e Jim iniziano una sfida a palle di neve che culmina con un vetro infranto, mentre Darryl riesce a convincere la propria figlia Jada a trascorrere la giornata con lui, nonostante la sua riluttanza.
Nel redarguire Jim e Dwight, Michael finge di avere una relazione per far ingelosire Holly, che scopre poi quanto accaduto al pupazzo: Michael confessa, ammettendo però di non averla dimenticata e di sentirsi frustrato per il suo comportamento. Abbattuto, il manager viene poi raggiunto da Pam, che lo consola, rivelandogli che la donna ha dato un ultimatum ad A.J.: qualora l'uomo non faccia la propria proposta di matrimonio entro la fine dell'anno, la loro relazione finirà. Intanto, Andy e Pam cercano di intrattenere Jada, inscenando la fiaba del Grinch: la bambina comincerà poi a distribuire i regali all'ufficio, e Michael si traveste da Babbo Natale, sotto lo sguardo colpito di Holly, che ha nel frattempo inventato una scusa per quanto accaduto al pupazzo di fronte ad A.J. Jim non viene più bersagliato da Dwight, che mette in atto una vera e propria strategia del terrore. Dal tetto dello Scranton Business Park, mentre osserva Jim e Pam colpire dei pupazzi di neve allestiti per terrorizzare Jim stesso, Dwight augura così buone feste alle telecamere.

## Ultimatum
- Titolo originale: Ultimatum
- Diretto da: David Rogers
- Scritto da: Carrie Kemper

### Trama
Di ritorno dalle vacanze di fine anno, Michael e i dipendenti attendono con trepidazione Holly, per sapere se A.J. abbia fatto o meno la proposta di matrimonio. Holly arriva in ufficio senza anello, così Michael esulta a più non posso, per poi scoprire da Holly stessa che, nonostante la mancata proposta, la donna ha accettato la cosa e ha mantenuto intatta la relazione con il proprio compagno. Intanto Pam, su consiglio dell'amministratrice della Vance Refrigeration, organizza un programma per far sì che ogni impiegato realizzi il suo proposito per l'anno nuovo: i risultati sono tuttavia scadenti, e Michael, innervosito a causa di Holly, fa una scenata. Ciò rievoca brutte sensazioni in Holly, che decide infine di contattare A.J., comunicandogli di voler prendere una pausa almeno fino al ritorno a Nashua.
Intanto, Dwight esce con Andy e Darryl per fare nuove conoscenze amorose, mentre gli altri due impiegati intendono rispettivamente imparare ad andare sullo skateboard e provare a leggere di più. I tre tentano di realizzare tali propositi, e finiscono per trascorrere la giornata nel giubilo. A fine puntata, però, sarà solo Creed ad aver realizzato il proprio proposito

## Il seminario
- Titolo originale: The Seminar
- Diretto da: B. J. Novak
- Scritto da: Steve Hely

### Trama
Andy organizza un seminario sul business nella sala riunioni dell'ufficio, richiedendo la partecipazione dei proprio colleghi addetti alle vendite. Jim diserta non appena vede una sua vecchia conoscenza, mentre Dwight, Stanley e Phyllis sfiduciano ben presto Andy, che si ritrova costretto a fare affidamento su Ryan, Kevin, Kelly e Creed. Mentre tale incontro va nel peggiore dei modi, Jim confessa di aver abbandonato l'ufficio dopo aver rivisto un suo ex amico d'infanzia, con il quale ruppe i rapporti su consiglio della madre, additandolo all'epoca come "troppo stupido per frequentarlo", e scoprendo poi che tale ragazzo conserva tutt'oggi astio per Jim. Intanto, Michael cerca di risollevare il progetto di Andy, che riesce così a far profitto dalla seduta; il manager, poi, tenterà di approcciarsi a Holly, che però lo lascia sentendosi a disagio.
Nel mentre, Pam e Oscar scoprono che Erin è impegnata in una sfida di vocabolario con Gabe per scegliere il film da vedere per la sera stessa. Data la scarsa abilità di Erin, che si è già sorbita tre film dell'orrore consecutivi, Pam e Oscar decidono di aiutarla, ma la segretaria fallisce nella scelta della parola finale. La sfida viene così vinta da Gabe, che le propone la visione del film Hardware sostenendo si tratti di un buon compromesso tra le rispettive scelte: per consolare Erin, seccata da Gabe, Andy le regala il DVD di Shrek 2.

## La ricerca
- Titolo originale: The Search
- Diretto da: Michael Spiller
- Scritto da: Brent Forrester

### Trama
Michael continua a tormentare Holly chiedendole di tornare assieme a lui, non riuscendo tuttavia a convincere la donna. Deve così lasciare l'ufficio di malumore, per condurre un affare con Jim. Mentre il manager è in un bagno di una stazione di servizio, Jim viene contattato dalla suocera, che ha chiuso Cecelia dentro l'auto, ed è così costretto ad abbandonare Michael a insaputa di quest'ultimo. Il manager, tuttavia, non viene avvisato da nessuno della cosa, e comincia a vagare senza meta, destando preoccupazione in diversi dipendenti: così, Dwight, Holly e Erin lasciano la Sabre per ritrovare Michael. La ricerca è più complicata del previsto, ma Dwight ed Erin incitano Holly a seguire il proprio istinto, scoprendo che lei e Michael si recano nei medesimi posti. Dopo una discussione con Dwight, Holly decide di salire in cima a un palazzo per cercare Michael dall'alto. Arrivata a destinazione, Holly trova Michael. I due si riconciliano, e si baciano.
In ufficio, Pam organizza un concorso, nel quale i dipendenti devono ingegnarsi nel creare la freddura più spiritosa da inserire come didascalia di varie illustrazioni. Il progetto viene accolto con entusiasmo da tutti, eccetto che Gabe, che tenta invano di regolare a suo modo la gara.

## Effusioni in pubblico
- Titolo originale: PDA
- Diretto da: Greg Daniels
- Scritto da: Robert Padnick

### Trama
È il giorno di San Valentino, ma l'ufficio è esasperato a causa delle continue effusioni di Michael e Holly, che hanno ripreso a frequentarsi da una settimana, sul posto di lavoro. Gabe organizza una riunione per discutere del problema, ma Michael si dimostra noncurante del disagio dei suoi dipendenti, e dichiara il suo amore a Holly, che lo ricambia. La felicità li galvanizza al punto da comportarsi in modo ridicolo in ufficio, fingendo di scambiarsi baci e abbracci, e la situazione degenera. Gabe, discutendo con i due, fa capire a Michael che prima o poi Toby tornerà, e Holly dovrà trasferirsi nuovamente a Nashua. Holly cerca di rassicurare Michael, spaventato che possa ripetersi quanto accaduto in occasione della loro prima rottura, e i due decidono di andare a convivere.
Intanto, mentre Pam e Jim cercano un luogo appartato in ufficio per avere un amplesso, Erin decide di coinvolgere Andy in una caccia al tesoro romantica organizzata da Gabe. I due trascorrono tutta la giornata assieme, e al ritrovamento del tesoro, Erin osserva con dispiacere Andy farsi da parte a causa di Gabe.

## Livello di rischio mezzanotte
- Titolo originale: Threat Level Midnight
- Diretto da: Seth Gordon (prima parte); Harold Ramis (seconda parte)
- Scritto da: Daniel Chun (prima parte); Charlie Grandy (seconda parte)

### Trama
Michael è finalmente pronto per mostrare allo staff dell'ufficio il film da lui realizzato, Threat Level Midnight. Pam si assicura che ogni dipendente guardi il film senza fare battute, per evitare di offendere Michael come successo anni prima. Si tratta di un film di spionaggio, e il cast comprende ogni lavoratore dell'ufficio: tra tutti spiccano Michael, che interpreta il protagonista Michael Scarn, e Jim, che interpreta la nemesi rivale Goldenface. Fanno la loro comparsa anche persone che hanno lasciato l'ufficio in passato, come Karen e Jan. La sceneggiatura appare sin da subito frivola e mal realizzata, e Jim rischia di mandare a monte la visione del film non trattenendo le risate durante una scena musicale. Michael, però, resta offeso dal giudizio negativo di Holly, e sospende la pellicola contro il volere dei dipendenti. Dopo aver discusso con Holly, Michael, menzionando un episodio accaduto a Woody Allen, decide di accontentare l'ufficio continuando la visione del film, ma realizza ben presto che la pellicola è di bassa qualità. L'uomo si riconcilia con Holly, accettando le critiche, e l'ufficio si gusta fino alla fine il film.

## Todd Packer
- Titolo originale: Todd Packer
- Diretto da: Randall Einhorn
- Scritto da: Amelie Gillette

### Trama
Con il beneplacito di Michael, Holly riassume Todd Packer come salesman presso la sede di Scranton della Sabre. Questo causa un malumore generale, soprattutto per via dell'insopportabile verve di Packer: la situazione degenera al punto che Packer costringe Dwight a cambiare scrivania, oltre a battute offensive su ogni collega. Holly si accorge ben presto della vera personalità di Packer, e lo fa presente a Michael, che, avendo cara l'amicizia con Packer, cerca di dargli una seconda possibilità, offrendogli l'opportunità di scusarsi con i colleghi. Packer, tuttavia, si dimostra recidivo, così Jim e Dwight lo contattano telefonicamente fingendosi dirigenti della Sabre, e offrendogli un fasullo posto di lavoro a Tallahasse, Florida. Michael, tuttavia, li scopre, e decide di raccontare la cosa a Packer: prima di poterglielo dire, il salesman confida a Michael di trovare Holly antipatica, ragion per cui il manager desiste dal suo buon intento e lo lascia partire per la Florida.
Nel frattempo, Andy si accorge che il vecchio computer di Erin è stato sostituito con un nuovo modello, acquistato da Pam tramite il budget aziendale, sicché lo stesso Andy comincia a pretendere un nuovo computer. Pam, non potendo cambiare il computer a un solo salesman e non a tutti quanti, gli suggerisce di maltrattarlo, e i due possono così sostituire il computer senza tuttavia dare nell'occhio. Pam mentirà, dicendolo di averlo trovato nel magazzino, ma Darryl riuscirà a estorcerle dei giorni di riposo in più sapendo perfettamente quale fosse la verità.

## Il mercatino dell'usato
- Titolo originale: Garage Sale
- Diretto da: Steve Carrell
- Scritto da: Jon Vitti

### Trama
Pam organizza un mercatino dell'usato con la collaborazione dei vari colleghi, aperto al pubblico e con ricavo destinato alla beneficenza. Dwight decide di dar dimostrazione alle telecamere delle proprie abilità nel mercanteggiare, ma finisce inevitabilmente per cadere nello scherzo di Jim, che gli instilla il sospetto che alcuni strani legumi in possesso dell'impiegato abbiano poteri magici. Jim porta così avanti la farsa fino a ottenere in cambio un telescopio dal valore di 150 dollari, senza che Dwight si accorga dell'inganno.
Nel frattempo, Pam sorprende Michael intento a organizzare una scenografica proposta di matrimonio per Holly. La donna, con l'aiuto di Jim e Oscar, convince il manager a optare per una proposta più semplice. Holly, però, parlando con Michael, spiega di dover tornare dalla sua famiglia nel Colorado, dato che il padre sta cominciando a perdere il contatto con la realtà, e chiede a Michael di seguirlo. L'uomo sospetta che la donna gli possa chiedere di sposarlo, e decide di fermarla, prendendosi del tempo per organizzare un momento intimo con la compagna. Sotto lo sguardo felice dei propri dipendenti, Michael riesce così a fare la proposta di matrimonio a Holly, che accetta gioiosa. I colleghi si congratulano con la coppia, ma restano allibiti quando Michael rivela loro di essere in procinto di lasciare la Sabre per accompagnare la fidanzata a casa.

## Giorno di training
- Titolo originale: Training Day
- Diretto da: Paul Lieberstein
- Scritto da: Daniel Chun

### Trama
Michael fa la conoscenza di Deangelo Vickers, ovvero l'uomo incaricato a sostituirlo come manager della filiale della Sabre di Scranton. Il rapporto tra i due inizia nel migliore dei modi, e l'ufficio accoglie con un caloroso benvenuto Deangelo, che si dimostra un uomo ben disposto nei confronti dei suoi dipendenti. L'atmosfera, in ufficio, comincia già a cambiare: Pam e Jim cercano di aggraziarsi il nuovo manager, parlando fino allo sfinimento della piccola Cecelia, ma con scarso successo; Andy cerca di costruirsi una reputazione come impiegato spiritoso, finendo però per diventare una caricatura di se stesso; Dwight mantiene le distanze, facendo presente a Michael di essere deluso per non essere nemmeno stato preso in considerazione per il ruolo. Michael, in particolare, comincia a provare disprezzo per Deangelo, man mano che la sua figura comincia a prevaricare su quella dello stesso ex manager. Pur cercando di dare del filo da torcere a Deangelo, Michael viene abbandonato da tutti gli impiegati, Dwight compreso dopo che questi ha scoperto che Michael non ha fornito all'azienda una raccomandazione per il suo dipendente per sostituirlo. A fine giornata, però, Deangelo e Michael si chiariscono, e l'ex manager accetta sommessamente di voltare finalmente pagina.
- Special guest star: Will Ferrell (Deangelo Vickers)

## Gli ultimi Dundie di Michael
- Titolo originale: Michael's Last Dundies
- Diretto da: Mindy Kaling
- Scritto da: Mindy Kaling

### Trama
Michael ha chiesto a Deangelo di affiancarlo nella conduzione della sua ultima edizione dei Dundie Awards, scoprendo così che il collega soffre di ansia da palcoscenico, ma facendo tuttavia il possibile per aiutarlo a sconfiggere tale fobia. Intanto, Erin confida a Pam e Jim di voler rompere con Gabe, con parole che rievocano in Jim il passato tumultuoso tra lui e la coppia Pam-Roy.
Alla cerimonia, Deangelo riesce a superare, nonostante una grossa fatica, la paura, e i premi vengono assegnati regolarmente: durante la cerimonia, Erin annuncia a sorpresa di voler lasciare Gabe, mentre Toby, pur non sopportando gli insulti di Michael, tenta di spiegare ai dipendenti di star rischiando di mandare sulla sedia elettrica un innocente. Rovinata la festa, gli impiegati decidono di continuare la cerimonia in ufficio, dedicando a Michael una commovente canzone d'addio.
- Special guest star: Will Ferrell (Deangelo Vickers)

## Addio Michael
- Titolo originale: Goodbye, Michael (part 1 & 2)
- Diretto da: Mindy Kaling
- Scritto da: Justin Spitzer

### Trama
È la vigilia dell'addio di Michael, e mentre il party planning committee organizza la festa in ufficio prevista per il giorno seguente, Michael comincia il proprio giro di saluti, dedicando attenzione e regali a ogni suo dipendente. A Dwight, ormai sprezzante verso l'ex manager, Michael dona una sincera lettera di raccomandazione, che fa riaffiorare nell'impiegato il grande affetto verso il proprio superiore. Andy, invece, ottiene i dieci clienti più importanti di Michael, ma è costretto a farsi aiutare da Deangelo per evitare di perderne uno; più tardi, lo stesso Andy scoprirà che Deangelo è stato assunto dalla Bennett solo per aver salvato uno dei suoi cani, e non per le sue abilità nel business. Alle telecamere, intanto, Erin confessa di provare qualcosa per Andy.
Michael, intanto, tra i patemi per la partenza, rivela alle telecamere che il suo volo per il Colorado è previsto per quello stesso pomeriggio, all'insaputa dei suoi dipendenti. L'uomo non sa come spiegarlo all'ufficio, ma dopo alcuni tentativi fallimentari di salutare a quattr'occhi la sua famiglia, Jim capisce che Michael partirà di lì a poche ore. Così il dipendente decide di confessare al suo superiore il proprio affetto, non rivelando a nessun collega la verità. Michael raggiunge così l'aeroporto senza l'ansia dell'addio, per poi essere raggiunto al gate d'imbarco da Pam, che gli dà il proprio addio dopo aver saputo la verità da Jim.
- Special guest star: Will Ferrell (Deangelo Vickers)

## Il circolo esclusivo
- Titolo originale: The Inner Circle
- Diretto da: Matt Sohn
- Scritto da: Charlie Grandy

### Trama
Nel periodo iniziale di gestione dell'ufficio di Scranton, Deangelo riserva dei trattamenti di favore a Jim, Darryl, Kevin e Gabe, scatenando diversi malumori in ufficio: in particolare, alcuni colleghi si lamentano con Jim della cosa, e questi è costretto a promettere di affrontare il problema del comportamento sessista con lo stesso Deangelo. Per rispondere alle accuse, Deangelo assume come assistente la giovane Jordan Garfield ben presto, si scoprirà che la donna non ha la minima esperienza nel settore, a differenza degli altri candidati, e che è stata scelta solamente perché il suo nome ricorda quello di Michael Jordan. Per la discussione avuta, Jim viene escluso dal circolo di Deangelo, che si dimostra ancora noncurante delle donne dell'ufficio, al punto da dedicare le proprie attenzioni a un Dwight riluttante a portargli il dovuto rispetto. Quando Deangelo cerca di riammetterlo nella sua cerchia ristretta, Jim lo sfida a compiere una schiacciata, ma nel farlo il manager si infortuna gravemente, venendo portato in ospedale. Più tardi, Deangelo si ripresenta in ufficio ancora in vestaglia, e i dipendenti sono costretti a riportarlo in pronto soccorso.
Intanto, Ryan si accorge che Deangelo lo crede a capo del servizio clienti, e chiede a Kelly di essere sua complice nell'assecondare tale fraintendimento. Kelly, però, colta dall'esasperazione, rivela a Deangelo che questi si è sbagliato, e che Ryan non ha nemmeno un preciso incarico nell'ufficio. Deangelo decide così di assegnargli il ruolo di supervisore del servizio clienti in via ufficiale. Gabe, invece, cerca in ogni modo di tenere lontani Andy ed Erin.
- Special guest star: Will Ferrell (Deangelo Vickers)
- Altri interpreti: Cody Horn (Jordan Garfield)

## Dwight K. Schrute, Direttore (ad interim)
- Titolo originale: Dwight K. Schrute, (Acting) Manager
- Diretto da: Troy Miller
- Scritto da: Justin Spitzer

### Trama
L'infortunio a pallacanestro ha portato Deangelo al coma vegetativo, così Jo propone a Jim di diventare sostituto manager provvisoriamente. L'uomo rifiuta, convinto che la donna avrebbe inviato un dirigente a Scranton, ma il CEO decide di affidare l'incarico a Dwight, che accetta con massima gioia. L'uomo instaura un regime autoritario, imponendo puntualità e controlli serrati. Dopo una settimana, tuttavia, il nuovo manager commette un errore: decide infatti di inserire una pistola carica in una fodera in cuoio, e per errore spara un colpo sul pavimento, a distanza ravvicinata con Andy, scatenando il panico. La diagnosi è una prova incontrovertibile del fatto commesso: Andy ha il timpano perforato, e i dipendenti sono pronti a denunciare Dwight alla Bennett. Per salvare la faccia, il manager accetta di farsi ricattare dagli impiegati, salvo poi confessare l'accaduto a Jo, che gli revoca il ruolo di sostituto manager, affidando a Gabe, Jim e Toby il compito di scegliere il nuovo sostituto manager. I tre procedono per anzianità, e sono così costretti ad affidare il ruolo a Creed.
Intanto, Gabe continua i propri tentativi di riconquistare Erin, che tuttavia si dice decisa a voler voltare pagina. Andy riesce infine a liberarsi dei tentativi del collega di non fargli frequentare Erin.
- Special guest star: Ricky Gervais

## Il comitato di ricerca
- Titolo originale: Search Committee (part 1 & 2)
- Diretto da: Jeffrey Blitz
- Scritto da: Paul Lieberstein

### Trama
Mentre Pam e Jordan collaborano per impedire che Creed, ora sostituto manager, prenda iniziative, Jim, Gabe e Toby sono alle prese con i colloqui di lavoro per trovare un nuovo manager per la filiale di Scranton. I primi candidati accolti provengono da altri contesti, e tra di essi si distinguono Robert California, un uomo molto sicuro di sé, e Nellie Bertram, che propone il suo rivoluzionario progetto chiamato "ufficio zen". Anche Darryl decide di tentare la sorte, rendendosi ben presto conto di non poter contare sulla semplice amicizia con Jim. Fa seguito anche Andy, il cui colloquio viene volutamente mandato a monte da Gabe, che sabota involontariamente anche l'intervista di Kelly. Intanto, Erin scopre che Phyllis potrebbe essere la sua madre biologica, e ingenuamente le chiede consiglio riguardo alla situazione con Andy. Dwight, nel frattempo, cade nelle provocazioni di California, e decide quindi di ritornare in carreggiata, supplicando invano Jim di poter sostenere un colloquio nonostante il veto posto dalla Bennett.
Intanto, a Scranton arriva la stessa Bennett, che ribadisce il suo rifiuto categorico nel dare una chance a Dwight, il quale non si arrende e ricorre ai più assurdi stratagemmi per farsi prendere in considerazione. Angela, intanto, ha ricevuto una proposta di matrimonio dal fidanzato, e inizia a sbandierare la sua relazione con il senatore a più non posso: Oscar rivela così ai colleghi che l'uomo è omosessuale, e i dipendenti cominciano a dibattere sull'avvisare o meno Angela della cosa. Nel frattanto, Kelly rivela a Jo che Gabe ha avuto una relazione con Erin, e che a partire dalla loro rottura ha iniziato a molestare con insistenza Andy: il CEO decide così di prendere provvedimenti contro il supervisore, rispedendolo in Florida. Erin può così chiedere un appuntamento ad Andy, che a sorpresa rifiuta. Sul punto di andarsene, la Bennett chiede a Jim di dare una possibilità a Dwight, e dopo tale colloquio il personale si trova a discutere sull'identità del nuovo manager, senza che una decisione sia stata ancora presa. Sul finale, Pam continua a essere bersaglio della superbia di Angela, e decide così di non avvertirla riguardo a cosa andrà incontro.
- Special guest: Ricky Gervais (David Brent), Warren Buffett (candidato manager), Will Arnett (Fred Henry), Jim Carrey, Ray Romano (Merv Bronte)
- Guest star: James Spader (Robert California)
- Altri interpreti: Catherine Tate (Nellie Bertram)